# Ruuhonsaaret
Ruuhonsaaret är en ögrupp i sjön Saimen och i kommunerna Taipalsaari främst, och Puumala och landskapen  Södra Karelen och Södra Savolax, i den södra delen av Finland, 210 km nordost om huvudstaden Helsingfors. Ögruppen består av Honka-Ruuho och Taka-Ruuho i söder, och den större ön för vilken inget särskilt namn anges och med vilken Pajarinsärkkä och Pajari är förbundna genom smala sandåsar. Dessa ligger på andra sidan landskapsgränsen, i Södra Savolax. Med Pajari inräknat är arean för denna större ö 33,4 hektar och dess största längd är 1,7 kilometer i nord-sydlig riktning.